# Cot Tarom Baroh
Cot Tarom Baroh is een bestuurslaag in het regentschap Bireuen van de provincie Atjeh, Indonesië. Cot Tarom Baroh telt 1131 inwoners (volkstelling 2010).